# Éparcy
Éparcy es una comuna francesa situada en el departamento de Aisne, de la región de Alta Francia.

## Geografía
Éparcy está situada a orillas del río Thon, a 12 km al noreste de Vervins y a 5 km al sur de Hirson.

## Demografía
| 71 | 62 | 61 | 47 | 42 | 49 | 46 | 34 |
| Para los censos de 1962 a 1999 la población legal corresponde a la población sin duplicidades (Fuente: INSEE [Consultar]) |    |    |    |    |    |    |    |